# مورتون اس. ویلکینسون
مورتون اسمیت ویلکینسون (به انگلیسی: Morton Smith Wilkinson) سناتور سابق عضو حزب جمهوری‌خواه ایالات متحده آمریکا بود. وی در سال ۱۸۵۹ تا ۱۸۶۵ میلادی سناتور ایالت مینه‌سوتا در سنای ایالات متحده آمریکا بود.